# 2-アミノテトラリン
2-アミノテトラリン(2-Aminotetralin、2-AT)または1,2,3,4-テトラヒドロナフタレン-2-アミン(1,2,3,4-tetrahydronaphthalen-2-amine、THN)は、テトラリンがアミンに結合した構造を持つ精神刺激薬である。
フェニルイソブチルアミンのアナログで、ラットの識別テストではデキストロアンフェタミンの代替となるが、強さは約8分の1である。セロトニン・ノルアドレナリン再取り込み阻害薬としての性質を示し、恐らくそれらの放出も誘導する。また、ネズミの実験では、デキストロアンフェタミンの代替して、恐らくドーパミンにも影響を与えることが示された。

## 誘導体
2-アミノテトラリンには、以下のような多くの誘導体が存在する。
- 5-OH-DPAT
- 6-CAT
- 6-OH-DPAT
- 7-OH-DPAT
- 7-OH-PIPAT
- 8-OH-DPAT
- AS-19
- DP-5,6-ADTN
- ロメトラリン
- MDAT
- MDMAT
- N-0434
- RDS-127
- セルトラリン
- SR 59230A
- タメトラリン
- UH-232